# Coelatura gabonensis
Espèce
Synonymes
- Unio aequatorius Morelet, 1885
- Unio gabonensis Küster, 1862
- Zairia araneosa Rochebrune, 1886
- Zairia elegans Rochebrune, 1886[2]
- Zairia poirieri Rochebrune, 1886
- Zairia sordida Rochebrune, 1886
- Caeletura elegans (A. T. de Rochebrune)[3],[4],[5],[6]

Coelatura gabonensis est une espèce de mollusques bivalves de la famille des Unionidae.
Elle est trouvée dans le bassin du Congo en République Démocratique du Congo et au Gabon.